# Sturmiodexia rubescens
Sturmiodexia rubescens är en tvåvingeart som beskrevs av Townsend 1919. Sturmiodexia rubescens ingår i släktet Sturmiodexia och familjen parasitflugor.
Artens utbredningsområde är Peru. Inga underarter finns listade i Catalogue of Life.